# Port Shepstone
Port Shepstone – miasto, zamieszkane przez 37 089 ludzi, w Republice Południowej Afryki, w prowincji KwaZulu-Natal.
Miasto leży u ujścia największej rzeki w prowincji KwaZulu-Natal, Umzimkulu, 120 km na południe od Durbanu.
W rejonie miasta wydobywa się marmur oraz uprawia trzcinę cukrową.
Port Shepstone założono w 1867 roku, po odkryciu marmuru. Nazwa pochodzi od sir Theophilusa Shepstona, który należał do władz Natalu. W 1901 roku otwarto połączenie kolejowe z Durbanem.